# Crise alimentaire de 2011 dans la Corne de l'Afrique
La famine de 2011 dans la Corne de l'Afrique est une famine qui concerne plusieurs régions de la Corne de l'Afrique à la suite d'une sécheresse affectant la région est-africaine. La sécheresse, dite « la plus sèche depuis 60 ans », engendre une crise alimentaire en Somalie, en Éthiopie ainsi qu'au Kenya, et menace la vie de plus de 10 millions d'individus. D'autres pays, dans et en dehors, de la Corne de l'Afrique, incluant Djibouti, le Soudan, le Soudan du Sud et quelques régions de l'Ouganda, sont également affectés par la crise alimentaire,,,.
Au début du mois de juillet, Famine Early Warning Systems Network (FEWS-Net) déclare l'état d'urgence pour le sud de la Somalie, le sud-ouest de l'Éthiopie, ainsi que le nord-est du Kenya, pays dans lesquels les conditions actuelles sont très préoccupantes. Le 20 juillet, les Nations unies remarquent un manque grave de nourriture dans plusieurs régions de la Somalie, la première fois depuis la famine en Éthiopie de 1984,. Une dizaine de milliers d'individus sont morts dans le sud de la Somalie avant que l'opinion publique occidentale ne prenne conscience de la catastrophe en cours. Un bon nombre d'appels locaux et internationaux pour une aide alimentaire ont été lancés mais la guerre civile somalienne ainsi que la lenteur de réaction de la communauté internationale compliquent son arrivée. Après six mois de crise, l'Organisation des Nations unies déclare la fin de la famine début 2012.

## Causes

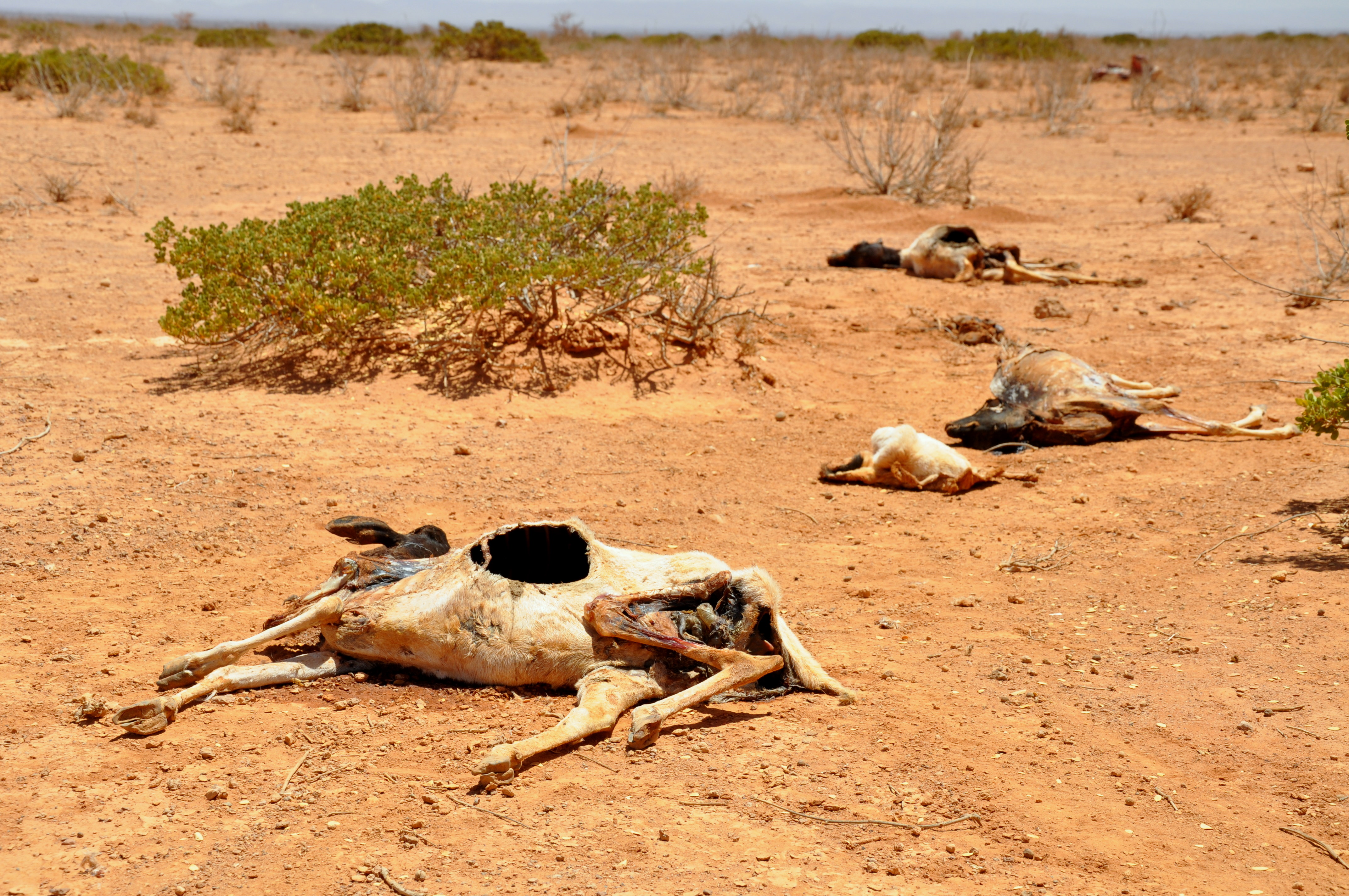
Carcasses de moutons et de chèvres retrouvées après la sécheresse à Waridaad dans la région du Somaliland.

Les conditions météorologiques de l'Océan Pacifique, impliquant une forte et inhabituelle Niña, ont interrompu les pluies saisonnières durant deux saisons consécutives. Aucune goutte de pluie n'est tombée au Kenya, en Éthiopie et en Somalie durant deux ans. Dans certaines zones, le niveau de précipitations durant les saisons des pluies, de fin mars jusqu'au début juin, a chuté de 30 % entre 1995 et 2010. Le manque de pluie a constamment amoindri les cultures, diminuant les chances d'obtenir de la nourriture. La crise humanitaire est amplifiée par l'instabilité politique de la région, notamment avec la présence du groupe rebelle islamiste Al-Shabaab en Somalie, ainsi que par l'absence de répartition des richesses dans la plupart des pays de la corne de l'Afrique.
Le chef de l'Agence des États-Unis pour le développement international, Rajiv Shah, explique que le changement climatique a contribué à la gravité de la crise. Cependant deux experts accompagnés de l'Institut international de recherche sur l'élevage disent qu'il est beaucoup trop tôt pour parler du changement climatique concernant la sécheresse. Il selon eux est plus probable qu'une très forte Niña ait contribué à l'intensité de la sécheresse. Pour eux, la comparaison entre La Niña et le changement climatique ne peut pas être fondée.
La médiatisation tardive de la crise a également été fortement critiquée par Oxfam.
L'achat de terres agricoles par des investisseurs étrangers en Éthiopie et au Kenya, en favorisant l'exportation et le développement agro-industriel au détriment de l'agriculture familiale, serait aussi responsable des difficultés pour les familles modestes d'avoir accès à une nourriture locale et bon marché.

## Situation humanitaire

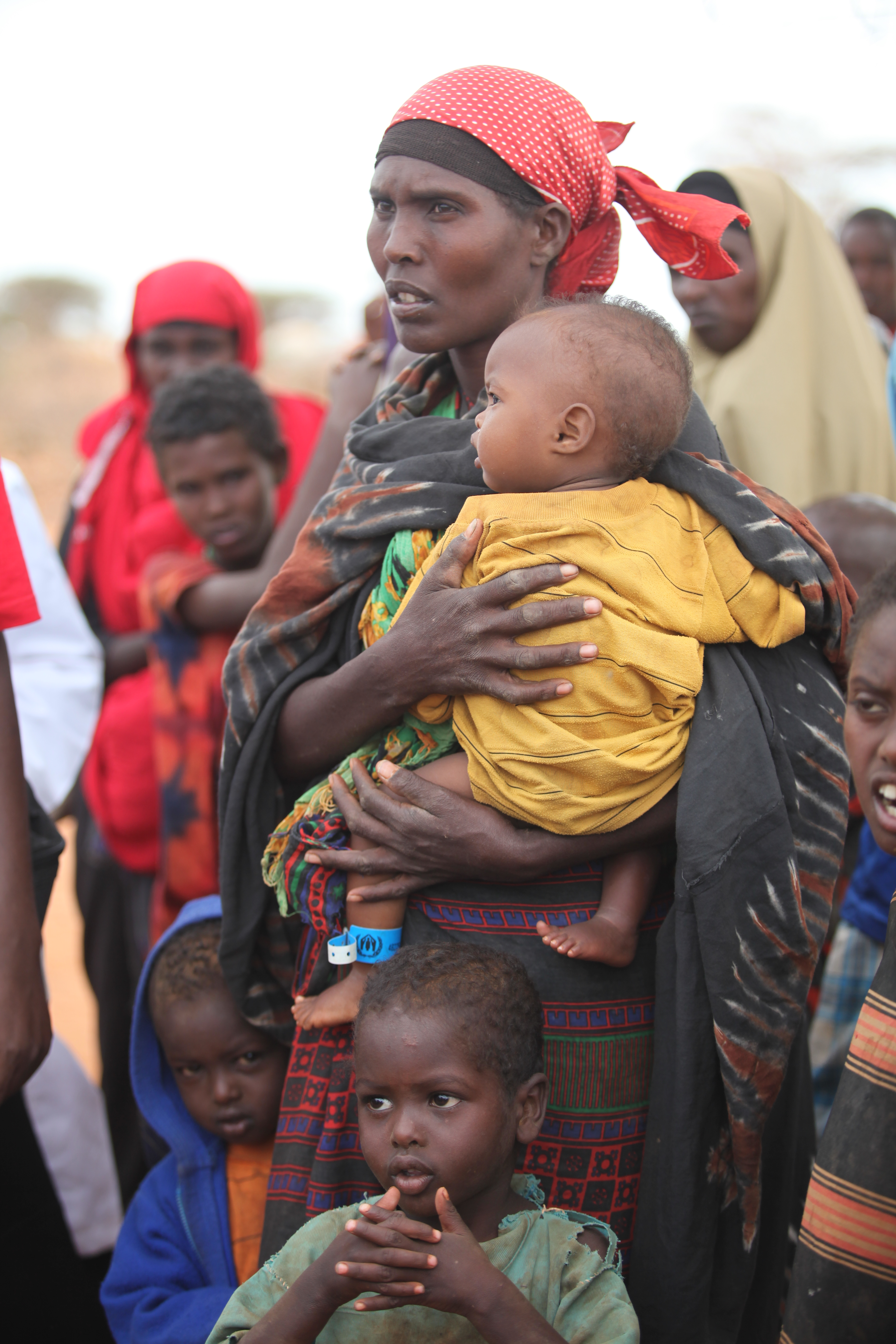
Femmes et enfants attendent pour pouvoir entrer dans les camps de réfugiés surpeuplés, de Dadaab, au Kenya.

La crise alimentaire est apparue à Shabeellaha Hoose et Bakool, deux régions du sud somalien,. Dès septembre, la famine s'étend à toute la Somalie et menace à court terme la vie de 750 000 personnes. Le journal britannique the Economist rapporte que la famine pourrait s'étendre dans toute la Corne de l'Afrique, « la plus grave crise alimentaire en Afrique en 20 ans »,.
Le prix des aliments a augmenté de plus de 240 % dans le sud de la Somalie, de 117 % dans le sud-ouest de l'Éthiopie et de 58 % dans le nord du Kenya. Le taux de malnutrition chez les enfants a atteint 30 % dans certaines parties du Kenya et de l'Éthiopie, ainsi que 50 % dans le sud de la Somalie,,. 11,3 millions d'individus localisés dans ces régions ont besoin d'une aide alimentaire, dont 3,7 millions d'entre eux localisés en Somalie.
Plus de 800 000 individus ont fui les régions sud-somaliennes affectées par la sécheresse vers les pays voisins, en particulier le Kenya et l'Éthiopie. Les camps de Dadaab (Kenya) ont accueilli près de 440 000 réfugiés, atteignant 300 % de la capacité maximum d'accueil. Plus de 1 400 réfugiés affluent chaque jour dans le sud de la Somalie. La porte-parole du Haut Commissariat de l'ONU aux réfugiés, Melissa Fleming, explique qu'un bon nombre d'entre eux seraient morts sur le trajet. Dans les camps, la mortalité infantile s'est accrue durant les derniers mois.
Des cas de rougeole se sont également déclarés dans les camps de Dadaab, avec 462 cas confirmés dont 11 morts. L'Éthiopie et le Kenya font également face à une grave épidémie de rougeole, en particulier dans les camps de réfugiés, avec environ 17 000 cas confirmés en 2011 et au moins 114 décès. Les statistiques de l'OMS montrent que 2 millions d'enfants pourraient être affectés par la rougeole. 
L'Organisation mondiale de la santé (OMS) explique que « 8,8 millions d'individus sont exposés à un risque de malaria, et 5 millions, de choléra » en Éthiopie, à la suite de conditions sanitaires critiques. Aucun risque de poliomyélite n'a été rapporté cependant. Le groupe humanitaire Médecins sans frontières traitent plus de 10 000 cas de malnutrition chez les enfants dans ses centres et cliniques.

## Réponses internationales
|                                                                        | Requises (dollars US) | Données (dollars US) | % effectué |
| ---------------------------------------------------------------------- | --------------------- | -------------------- | ---------- |
| Kenya                                                                  | 741                   | 480                  | 65 %       |
| Djibouti                                                               | 33                    | 19                   | 56 %       |
| Somalie                                                                | 983                   | 732                  | 74 %       |
| Éthiopie (non-réfugiés)                                                | 398                   | 291                  | 73 %       |
| Éthiopie (réfugiés)                                                    | 246                   | 112                  | 45 %       |
| Autres donations                                                       |                       | 76                   |            |
| Total                                                                  | 2402                  | 1710                 | 71 %       |
| Source: UN Office for the Coordination of Humanitarian Affairs (OCHA). |                       |                      |            |

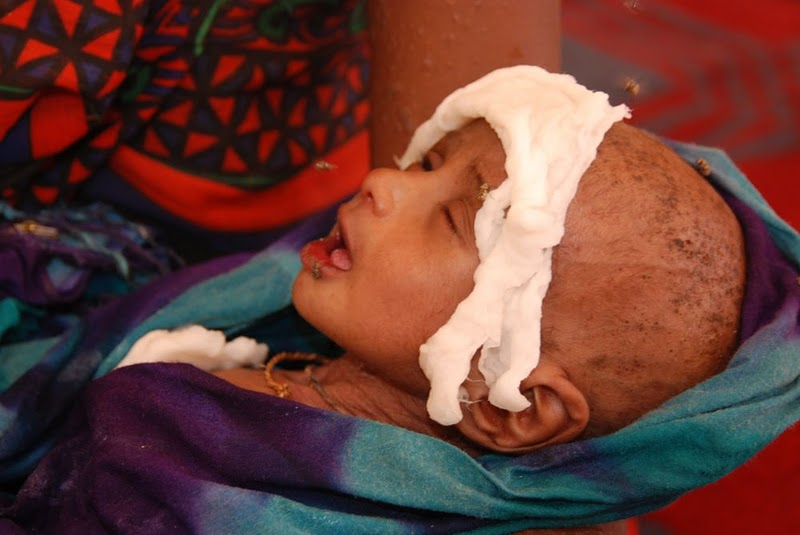
Enfant somalien recevant des soins dans un centre d'aide à Hilaweyn.

Les agences humanitaires des Nations unies demandent le déblocage d'1,6 milliard de dollars pour faire face à la crise. L'Union européenne annonce récemment qu'elle débloquera 5,67 millions d'euros pour aider les habitants contre la sécheresse. De son côté, le gouvernement français décide de doubler sa contribution avec 10 millions d'euros (12 millions d'euros y compris le Soudan). Les États-Unis débloquent 5 millions de dollars pour aider les réfugiés somaliens après une contribution de 63 millions pour la région est-africaine. Le Venezuela verse 5 millions de dollars pour la Somalie et compte envoyer des avions de denrées alimentaires.
À titre de comparaison, un rapport de Global Financial Integrity présenté devant l'ONU en mai 2011, évalue à 8,4 milliards de dollars les fuites de capitaux extraites de l'Éthiopie ces vingt dernières années (1990-2008) par les multinationales qui y sont implantées, via entre autres l'utilisation des paradis fiscaux. L'aide au développement est donc de ce fait dénoncée comme une "imposture" par plusieurs associations, notamment le CADTM (Comité pour l'abolition des dettes illégitimes).
Le 19 juillet, le président somalien, Sharif Sheikh Ahmed, déclare l'état d'urgence alimentaire dans le pays et fait appel d'urgence aux hautes autorités locales et étrangères. Le 20 juillet, les Nations unies déclarent officiellement une grave famine dans deux régions de la Somalie, Shabeellaha Hoose et Bakool. C'est la première fois, depuis la famine de 1984-1985 durant laquelle plus d'un million d'individus sont morts,.
Le Haut Commissariat des Nations unies pour les réfugiés (UNHCR) a commencé une distribution aérienne de 100 tonnes de tentes dans la région de Dadaab pour aider à la surpopulation des camps par les réfugiés. Les nations unies envoient leur première aide aérienne en deux ans dans le sud somalien durant le 13 juillet. Des kits de soin ont également été distribués. Parmi d'autres mesures, des discussions ont débuté pour arrêter l'augmentation des prix alimentaires.
La lenteur et le manque de moyens donnés par la communauté internationale ont été condamnés par la Banque africaine de développement et des organisations humanitaires. Les deux milliards d'euros d'aide d'urgence qui représentent 0,3 % du budget annuel du Pentagone n'étaient toujours pas réunis à la mi-août. Un expert d'Oxfam estime que la situation aurait pu être évitée en prenant des mesures préventives simples et en augmentant la part de l'agriculture dans l'Aide publique au développement qui ne représente que 1 % de l'aide donnée à la Somalie et qui a baissé de 75 % en 30 ans dans le monde alors que 80 % des habitants de la Corne de l'Afrique dépendent de ce secteur.